# Кормак Маккарті
Кормак Маккарті (англ. Cormac McCarthy; 20 липня 1933, Провіденс, Род-Айленд — 13 червня 2023, Санта-Фе, Нью-Мексико) — американський прозаїк та драматург, сучасний класик, лауреат Пулітцерівської премії (2007).

## Життєпис
Народився 20 липня 1933 року в Провіденсі, штат Род-Айленд. Син успішного юриста, з шести дітей був третім за старшинством. Дане при народженні ім'я, «Чарльз», змінив на «Кормак» на честь легендарного ірландського короля (згідно з іншими джерелами, це було зроблено за наполяганням сім'ї — гаельською ім'я означає «син Чарльза»).
У 1937 році родина Маккарті переїхала в Ноксвілл, штат Теннессі, де маленький Кормак став відвідувати католицьку школу. Після її закінчення вступив до Університету Теннессі, де два роки вивчав гуманітарні науки.
У 1953 році Кормак Маккарті був призваний до армії і чотири роки (два з них на Алясці) прослужив у ВПС США. Після демобілізації повернувся в університет. Два оповідання, опублікованих у студентській газеті в 1959 і 1960 роках, стали його літературним дебютом і принесли письменнику-початківцю перші нагороди. У 1961 році Маккарті одружується на Лі Голліман, теж студентці, і після народження сина Каллена остаточно залишає університет. Молода сім'я переїздить до Чикаго, де Кормак влаштовується автомеханіком і паралельно працює над першим романом. Ще до його виходу перший шлюб Маккарті розпадається.
У 1965 році, отримавши спеціальну стипендію від Американської академії мистецтв і літератури, письменник здійснює давню мрію і на океанському лайнері «Сільванія» вирушає на батьківщину предків, до Ірландії. Під час подорожі Маккарті знайомиться з англійською співачкою і танцівницею Анною ДеЛізл, яка незабаром стає його дружиною. У цьому ж році у видавництві «Ренд Гаус» виходить його дебютний роман, написаний під впливом Вільяма Фолкнера — «Зберігач саду» (The Orchard Keeper).
У 1966 році Маккарті удостоюється ще одного гранту, цього разу від Фонду Рокфеллера, завдяки якому може дозволити собі і дружині масштабний тур по Західній та Південній Європі. На деякий час Маккарті осідають на острові Ібіца, де письменник закінчує другий роман «Темрява зовні» (Outer Dark, 1968).
У 1967 році пара повертається до Америки і оселяється в містечку Рокфорд, штат Теннессі. Через два роки Кормак Маккарті отримує почесну стипендію Гуггенхайма за «письменницьку майстерність».
У 1973 році виходить роман «Дитя Господнє» (Child of God), частково заснований на реальних подіях.
У 1976 році Маккарті розлучається з другою дружиною (офіційно розлучення було оформлено лише через кілька років) і переїжджає в Ель Пасо, штат Техас.
У 1979 році виходить четвертий роман, над яким письменник працював в цілому двадцять років — «Саттрі» (Suttree).
У 1985 році публікується перший його загальновизнаний шедевр — «Кривавий меридіан, або вечірній рум'янець на Заході» (Blood Meridian, or the Evening Redness in the West). У 2006 році за результатами опитування, проведеного серед письменників та видавців, роман увійшов до числа найбільших американських романів останньої чверті XX століття і зайняв у списку третю позицію.
Справжнє визнання прийшло до Маккарті з виходом у 1992 році роману «Коні, коні…», який разом з «Переправа» (The Crossing, 1994) і «Містами прерії» (Cities of the Plain, 1998) утворює так звану «Прикордонну трилогію».
У перші десятиліття XXI століття на творчість Маккарті, тепер вже визнаного класика, звернули увагу кінематографісти. За екранізацією роману «Коні, коні…» у 2007 році вийшов фільм уславлених братів Коенів «Старим тут не місце», знятий за однойменною книгою 2005 року. Картина відзначена більш ніж 75 кінонагородами, включаючи чотири премії «Оскар» (за найкращий фільм, найкращу режисуру, найкращу акторську роль другого плану (Хав'єр Бардем у ролі Антона Чигура) і найкращий сценарій).
16 квітня 2007 він отримує Пулітцерівську премію (Найкращий прозаїк) за постапокаліптичний науково-фантастичний роман «Дорога» (The Road), що вийшов у 2006 році. Також вдало екранізований: «Дорога» (The Road).
На початку 2010-х рр. після успіхів його робіт у кіноіндустрії Маккарті присвячує свій час написанню сценаріїв. За його адаптованим сценарієм (переробленим із власної однойменної п'єси 2006 року) у лютому 2011-го на малі екрани вийшов телепроєкт «Вечірній експрес „Сансет Лімітед“» (The Sunset Limited) на каналі HBO. У 2012 році Маккарті продав продюсерам фільму «Дорога» свій оригінальний сценарій «Радник» (The Counselor), за яким Рідлі Скотт зняв фільм із тією ж назвою.
У 2017 році для Інституту Санта-Фе Маккарті пише нонфікшн. Есей «Проблема Кекуле» (The Kekulé Problem) став його першим опублікованим документальним твором. Його опублікували в науковому журналі Nautilus 20 квітня 2017 року.
У 2022 році, через більш ніж 15 років перерви, виходить одразу два його романи: дилогія «Пасажир» (The Passenger) і «Зоря морів» (Stella Maris).
Проживав в штаті Нью-Мексико з третьою дружиною, Дженіфер Вінклі, і сином Джоном, що з'явилися від цього шлюбу. Інтерв'ю він дає вкрай рідко і про свою творчість міркувати не любить, так що більшість його романів відкрита для тлумачень.
Кормак Маккарті помер 13 червня 2023 року в себе вдома у місті Санта-Фе, штат Нью-Мексико, в 89-річному віці.